# 格雷戈里海崖
70°44′S 165°49′E / 70.733°S 165.817°E
格雷戈里海崖是南極洲的海崖，位於維多利亞地北部的尼爾森灣東岸，處於威廉斯角和阿代爾角之間，以澳大利亞的地質學家命名。